# Louis Elsässer
Louis Maxim Elsässer (* 10. Juni 2004 in Wuppertal) ist ein deutscher Handballspieler. Er spielt auf der Linksaußenposition und seine Körpergröße beträgt 2,01 m.

## Karriere
Louis Elsässer begann seine handballerische Karriere bei der Cronenberger Turngemeinde. Im Jahre 2018 wechselte er dann in die Jugend des TuSEM Essen. Am vierten Spieltag der Bundesligasaison 2022/23 debütierte Elsässer für die erste Mannschaft des TuSEM Essen gegen die HSG Nordhorn-Lingen. Im Anschluss an die Saison erhielt Louis Elsässer seinen ersten Profivertrag über zwei Jahre. In der Spielzeit 2023/24 kam Elsässer auf zwei Einsätze und erzielte ein Tor. Zur nächsten Saison (2024/25) schloss Louis Elsässer sich der HSG Bergische Panther per Zweitspielrecht an. Hier kam er in 30 Spielen auf 87 Tore, davon 51 per 7-Meter. Zur Saison 2025/26 wechselte er fest zur HSG Bergische Panther.